# ロアージオ
ロアージオ（伊: Roasio）は、イタリア共和国ピエモンテ州ヴェルチェッリ県にある、人口約2,300人の基礎自治体（コムーネ）。

## 地理

### 位置・広がり
| 隣接するコムーネは以下の通り。括弧内のBIはビエッラ県所属を示す。 - ブルズネンゴ (BI) - クリーノ (BI) - ガッティナーラ - ロッツォロ - ロヴァゼンダ - ソステーニョ (BI) - ヴィッラ・デル・ボスコ (BI) |

## 行政

### 分離集落
ロアージオには、以下の分離集落（フラツィオーネ）がある。
- San Maurizio, Santa Maria, Sant'Eusebio, San Giorgio, Castelletto Villa.